# Franciszek Hieronim Plucieński
Franciszek Hieronim Plucieński (ur. ok. 1663, zm. 18 lipca 1723 w Krakowie) – kanonik krakowski, profesor Akademii Krakowskiej i poznańskiej Akademii Lubrańskiego.

## Życiorys
Franciszek Plucieński (w dokumentach występuje także forma Pluciński) był synem Jakuba z Żabna. W 1701 roku uzyskał tytuł bakałarza filozofii, w roku następnym sztuk wyzwolonych. Święcenia kapłańskie otrzymał w 1705 roku. W latach 1704–1710 był nauczycielem gramatyki w kolonii akademickiej, ufundowanej w Pińczowie w 1701 roku przez Józefa Władysława Gonzagę-Myszkowskiego. W 1710 roku powrócił do Krakowa, zostając nauczycielem retoryki i dialektyki w Szkołach Nowodworskich.
9 marca 1712 roku został powołany do Kolegium Mniejszego Akademii Krakowskiej. Dwa lata później otrzymał stanowisko profesora filozofii i teologii moralnej w Akademii Lubrańskiego w Poznaniu. Jednocześnie był prefektem tamtejszego seminarium duchownego. Do Akademii Krakowskiej powrócił w 1717 roku. Wszedł do Kolegium Większego, zostając kanonikiem kapituły kolegiackiej przy kościele św. Anny. W 1720 roku uzyskał promocję na bakałarza teologii, przechodząc na Wydział Teologiczny i zostając kanonikiem kapituły przy kolegiacie św. Floriana.